# Norte de Santander
Norte de Santander (tiếng Tây Ban Nha: Norte de Santander) là một tỉnh của Colombia. Tỉnh này nằm ở phía bắc Colombia, giáp với Venezuela. Thủ phủ là Cúcuta là một trong những thành phố chính của Colombia.
Tỉnh Norte de Santander có phía đông và bắc giáp các bang Zulia và Táchira của Venezuela, phía nam giáp tỉnh Santander và tỉnh Boyacá, phía bắc giáp tỉnh Cesar.
Tên của tỉnh được đặt theo nhà lãnh đạo chính trị và quân sự Colombia Francisco de Paula Santander. Tỉnh Bắc Santander nằm ở khu vực tây bắc của vùng Andes.

## Phân chia hành chính

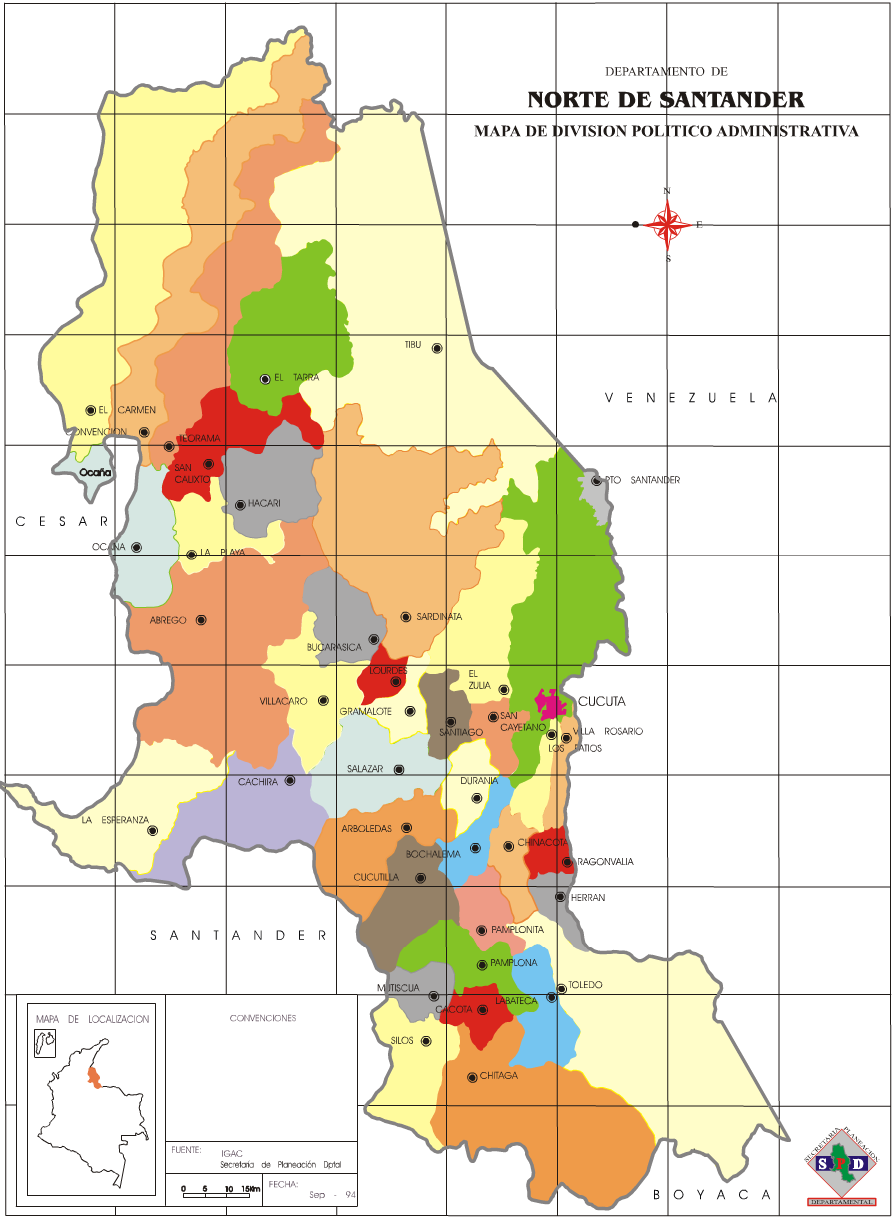
Bản đồ các đô thị ở tỉnh Norte de Santander

Các vùng và đô thị:

### Tây
1. Abrego
2. Cachira
3. Convención
4. El Carmen
5. La Esperanza
6. Hacari
7. La Playa
8. Ocaña
9. San Calixto
10. Teorama

### Bắc
1. Bucarasica
2. El Tarra
3. Sardinata
4. Tibú

### Đông
1. Cúcuta
2. El Zulia
3. Los Patios
4. Puerto Santander
5. San Cayetano
6. Villa del Rosario

### Tây nam
1. Cácota
2. Chitagá
3. Mutiscua
4. Pamplona
5. Pamplonita
6. Silos

### Trung
1. Arboledas
2. Cucutilla
3. Gramalote
4. Lourdes
5. Salazar de las Palmas
6. Santiago
7. Villa Caro

### Đông nam
1. Bochalema
2. Chinácota
3. Duranía
4. Herrán
5. Labateca
6. Ragonvalia
7. Toledo